# Calle B (Imperial Beach)
La Calle B, o conocida en inglés como B Street es una calle residencial de sentido norte y sur que localizada en Imperial Beach, California.

## Trazado
La Calle B inicia desde la intersección con la Calle A que tiene conexión con la Avenida Palm, y se encuentra localizada en un el Residencial Siesta RV Park en Imperial Beach y termina en el otro extremo en un Cul-de-sac. Por ser una pequeña calle, no atraviesa ninguna calle, aunque en el lado oeste del residencial pasa la Avenida Palm, una de las principales avenidas de la ciudad.

## Autobuses
En el Norte del Residencial Siesta RV Park, en la Avenida Palm & 4ª Calle se encuentra la Ruta 934 con dirección Seacoast hacia la estación de la Avenida Palm de la  Línea Azul del Tranvía de San Diego.